# Universitäts SportClub Freiburg
L'U.S.C. Freiburg è una società cestistica avente sede a Friburgo in Brisgovia, in Germania. Venne fondata nel 1972.
Disputa le partite interne nella Sepp-Glaser-Halle, che ha una capacità di 2.300 spettatori.